# Glauconycteris atra
Glauconycteris atra és una espècie de ratpenat de la família dels vespertiliònids. És endèmic de la República Democràtica del Congo, on viu a les ribes dels rius. És un ratpenat papallona petit, amb els avantbraços de 34,4–37,8 mm. En general, els mascles són una mica més petits que les femelles. El seu nom específic, atra, significa 'negre' en llatí. Com que fou descoberta fa poc, encara no se n'ha avaluat l'estat de conservació.